# Журжевичи
Жу́ржевичи (укр. Журжевичі) — село на Украине, основано в 1691 году, находится в Олевском районе Житомирской области.
Код КОАТУУ — 1824482001. Население по переписи 2001 года составляет 331 человек. Почтовый индекс — 11013. Телефонный код — 4135. Занимает площадь 0,76 км².

## Адрес местного совета
11013, Житомирская область, Олевский р-н, с. Журжевичи, пл. Центральная, 5